# (90383) Johnloiacono
(90383) Johnloiacono est un astéroïde de la ceinture principale.

## Description
(90383) Johnloiacono est un astéroïde de la ceinture principale. Il fut découvert le 16 novembre 2003 aux Monts Santa Catalina par le projet CSS. Il présente une orbite caractérisée par un demi-grand axe de 2,64 UA, une excentricité de 0,22 et une inclinaison de 1,7° par rapport à l'écliptique.

## Compléments